# EN 590
Die Europäische Norm EN 590 beschreibt die Eigenschaften von Dieselkraftstoffen und definiert einheitliche Bedingungen in allen Ländern der EU sowie Island, Norwegen und der Schweiz. Die Norm verweist auf die jeweils zugrunde liegenden Messverfahren.
In Deutschland hat die Norm im Mai 1993 die DIN-Norm DIN 51601 und im Oktober 2009 die DIN 51628 abgelöst. Nach Anpassung der DIN EN 590 (Ausgabe Mai 2010) an die Anforderungen der EG-Richtlinie 98/70/EG ist zur Erfüllung der Biokraftstoffquote eine Fettsäuremethylester-Zumischung von bis zu 7 Vol.-% („B7-Diesel“) erlaubt. Die nationale Norm DIN 51628 (Ausgabe August 2008) für B7-Diesel wird dementsprechend nicht mehr benötigt und entfällt.
Die NATO F-54 Norm entspricht inhaltlich der Norm EN 590.

## Geschichte
Eingeführt wurde diese Norm in Zusammenhang mit der Festlegung von Abgasnormen, die für Diesel eine Verringerung der Schwefelwerte vorsieht. Entsprechend wurden die Anforderungen an Dieselkraftstoffe in der EN 590 angepasst. Die tabellierten Grenzwerte sind in Gewichts-% angegeben.
| Abgasnorm | spätestens     | Schwefelgehalt | Cetanzahl |
| --------- | -------------- | -------------- | --------- |
| Euro 1    | 1. Januar 1993 | max. 0,200 %   | min. 49   |
| Euro 2    | 1. Januar 1996 | max. 0,050 %   | min. 49   |
| Euro 3    | 1. Januar 2001 | max. 0,035 %   | min. 51   |
| Euro 4    | 1. Januar 2006 | max. 0,005 %   | min. 51   |
| Euro 5    | 1. Januar 2009 | max. 0,001 %   | min. 51   |
| Euro 6    | 1. Januar 2014 |                |           |

## Eigenschaften und Testmethoden
| Eigenschaft                                     | Einheit                         | Mindestwert                       | Höchstwert                                  | Testmethode                              |
| ----------------------------------------------- | ------------------------------- | --------------------------------- | ------------------------------------------- | ---------------------------------------- |
| Cetanindex                                      |                                 | 46,0                              | –                                           | EN ISO 4264                              |
| Cetanzahl                                       |                                 | 51,0                              | –                                           | EN ISO 5165, EN 15195, EN 16144          |
| Dichte bei 15 °C                                | kg/m³                           | 820                               | 845                                         | EN ISO 3675, EN ISO 12185                |
| polycyclische aromatische Kohlenwasserstoffe    | % (m/m)                         | –                                 | 8                                           | EN ISO 12916                             |
| Schwefelgehalt                                  | mg/kg = ppm                     | –                                 | 10                                          | EN ISO 20846, EN ISO 20847, EN ISO 20884 |
| Schwefelgehalt (seit 1. Jan. 2009)              | mg/kg = ppm                     | –                                 | 10                                          | EN ISO 20846, EN ISO 20884, EN ISO 13032 |
| Flammpunkt                                      | °C                              | über 55                           | –                                           | EN ISO 2719                              |
| Koksrückstand (von 10 % Destillationsrückstand) | % (m/m)                         | –                                 | 30                                          | EN ISO 10370                             |
| Aschegehalt                                     | % (m/m)                         | –                                 | 0,01                                        | EN ISO 6245                              |
| Wassergehalt                                    | mg/kg                           | –                                 | 200                                         | EN ISO 12937                             |
| Gesamtverschmutzung                             | mg/kg                           | –                                 | 24                                          | EN ISO 12662                             |
| Kupferkorrosion (3 Stunden bei 50 °C)           | rating                          | Class 1                           | Class 1                                     | EN ISO 2160                              |
| Oxidationsbeständigkeit                         | g/m3                            | –                                 | 25                                          | EN ISO 12205                             |
| Oxidationsbeständigkeit                         | h                               | 20                                | –                                           | EN 15751                                 |
| Schmierfähigkeit (lubricity), bei 60 °C         | μm                              | –                                 | 460                                         | EN ISO 12156-1                           |
| Viskosität bei 40 °C                            | mm2/s                           | 2,00                              | 4,50                                        | EN ISO 3104, ISO 23581                   |
| Destillat, bei 250 °C, 350 °C                   | % (V/V)                         | 85                                | <65                                         | EN ISO 3405, EN ISO 3924                 |
| 95 %(V/V) Rückstand                             | °C                              | –                                 | 360                                         |                                          |
| Fettsäuremethylester-Anteil (Biodiesel)         | % (V/V)                         | –                                 | 7                                           | EN 14078                                 |
| Mangangehalt                                    | mg/l                            | –                                 | 6 (bis 31. Dez. 2013) 2 (seit 1. Jan. 2014) | prEN 16576                               |
| Filtrierbarkeit                                 | Filtrierbarkeits- grenze (CFPP) | (zeitabhängig siehe Winterdiesel) | (zeitabhängig siehe Winterdiesel)           | EN 116                                   |

Anmerkungen
1. ↑  Gilt zusätzlich wenn mehr als 2 % (V/V) Fettsäuremethylester (FAME)

## Winterdiesel
Die Norm EN 590 unterscheidet zwei Gruppen von klimatisch angepassten Dieselkraftstoffen. Für die gemäßigte Klimazonen („temperate“ climatic zones) werden sechs Klassen A bis F definiert. Für die arktischen Klimazonen („arctic“ climatic zones) werden fünf Klassen 0 bis 4 definiert.
| Eigenschaft                   | Klasse  | Klasse  | Klasse  | Klasse  | Klasse  | Klasse  | Ein- heit |
| Eigenschaft                   | A       | B       | C       | D       | E       | F       | Ein- heit |
| ----------------------------- | ------- | ------- | ------- | ------- | ------- | ------- | --------- |
| Filtrierbarkeitsgrenze (CFPP) | 0+5     | +00     | 0−5     | −10     | −15     | −20     | °C        |
| Dichte bei 15 °C              | 820…845 | 820…845 | 820…845 | 820…845 | 820…845 | 820…845 | kg/m³     |
| Viskosität bei 40 °C          | 2…4,5   | 2…4,5   | 2…4,5   | 2…4,5   | 2…4,5   | 2…4,5   | mm²/s     |
| Cetanzahl                     | 49      | 49      | 49      | 49      | 49      | 49      |           |

| Eigenschaft                                 | Klasse   | Klasse   | Klasse   | Klasse   | Klasse   | Ein- heit |
| Eigenschaft                                 | 0        | 1        | 2        | 3        | 4        | Ein- heit |
| ------------------------------------------- | -------- | -------- | -------- | -------- | -------- | --------- |
| Filtrierbarkeitsgrenze (CFPP)               | −20      | −26      | −32      | −38      | −44      | °C        |
| Cloudpoint                                  | −10      | −16      | −22      | −28      | −34      | °C        |
| Dichte bei 15 °C                            | 800…845  | 800…845  | 800…845  | 800…840  | 800…840  | kg/m³     |
| Viskosität bei 40 °C                        | 1,5… 4,0 | 1,5… 4,0 | 1,5… 4,0 | 1,4… 4,0 | 1,2… 4,0 | mm²/s     |
| Cetanzahl EU                                | 51       | 51       | 51       | 51       | 51       |           |
| Cetanzahl                                   | 49       | 49       | 48       | 47       | 47       |           |
| Cetanindex                                  | 46       | 46       | 46       | 43       | 43       |           |
| Destillation aufgefangen bei 180 °C, 340 °C | 10…95    | 10…95    | 10…95    | 10…95    | 10…95    | %V/V      |

Anmerkungen
1. ↑  für Länder, in denen die Europäische Kraftstoff-Richtlinie 98/70/EG und deren Änderungen gilt
2. ↑  für Länder, in denen die Europäische Kraftstoff-Direktive 98/70/EG und deren Änderungen nicht gilt

Viele Länder in Europa fordern Winterdiesel einer spezifischen Klasse in der Winterzeit. In Mittel- und Westeuropa ist zumindest von Anfang Dezember bis Ende Februar nur Dieselkraftstoff der Klasse F verkäuflich. In einer Übergangszeit (meist Oktober und April) wird eine mittlere Klasse gewählt. In den skandinavischen Ländern wird in der Winterzeit mindestens Klasse 2 gefordert. Teilweise werden zwei Sorten (Klasse F / Klasse 2) parallel angeboten, als Winterdiesel (engl. Winter Diesel) und Polardiesel (engl. Arctic Diesel) bezeichnet.
siehe auch Winterdiesel

## Andere Dieselspezifikationen
Biodiesel wird von der Norm EN 590 nicht erfasst, sondern ist speziell durch die Norm EN 14214 geregelt.
Dieselkraftstoffe werden in den USA durch die Norm ASTM D975 in zwei Hauptklassen (Grade No 1 und Grade No 2) unterteilt, die jeweils drei Unterklassen mit unterschiedlichem Schwefelgehalt (S500, S5000, S15 – die Zahl verweist auf den maximalen Schwefelgehalt in ppm). Zu beachten ist, dass die Cetanzahl nach dieser Norm mindestens 40 betragen muss, in der Realität bei 45 liegt (Testmethode in ASTM D 613).
In der russischen Föderation werden Dieselkraftstoffe durch die Norm GOST R 52368 definiert. In Japan werden Dieselkraftstoffe durch JIS K 2204 definiert (in den Grade No.1, No.2 und No.3).